# Cerhovice
Cerhovice – miasteczko i gmina w Czechach, w powiecie Beroun, w kraju środkowoczeskim. Według danych z dnia 1 stycznia 2023 liczyła 1201 mieszkańców.
W miejscowości jest przystanek kolejowy Cerhovice.